# Valls de Comacchio
Les Valls de Comacchio (en italià, Valli di Comacchio) són una sèrie de llacunes salobres contigües situades al sud de Comacchio, prop de la costa adriàtica de la regió d'Emília-Romanya, al nord d'Itàlia.
Aquestes llacunes es troben dins dels municipis de Comacchio i Argenta (a la província de Ferrara) i en la ciutat de Ravenna (en la província de Ravenna), limitades al nord pel riu Po di Volano i al sud pel riu Reno.
La zona, que abasta unes 13.000 hectàrees dins el Parc Regional del Delta del Po, està classificada com Lloc d'Importància Comunitària (LIC) i Zona d'especial protecció per a les aus (ZEPA) També està classificada pel Conveni de Ramsar per a la conservació i la utilització sostenible de les zones humides.
Les aigües salobres i poc profundes (menys d'1 metre de mitjana), i la vegetació típica de les halòfites són l'hàbitat de moltes espècies d'aus aquàtiques, que constitueixen de fet un fort reclam per a la hivernació, alimentació i nidificació per a les més de 300 espècies censades. 

## Descripció
Les valls de Comacchio són un complex de llacunes i d'aiguamolls compreses en quatre valls principals (Lido de Magnavacca, Fossa di Porto, Campo, i Fattibello) i en diverses valls més petites. Constitueixen un dels aiguamolls més grans d'Itàlia.
Originalment cobrien una superfície de 73.000 Ha, però la seva extensió s'ha anat reduint progressivament com a resultat de diversos projectes de millora de la terra. La superfície actual és de 13.000 Ha, que s'estén entre el riu Po di Volano fins al riu Reno.

## Formació
Les llacunes es van formar al voltant del segle x causa de l'enfonsament del sòl de la zona costanera degut a la sedimentació. En el moment de la formació, l'àrea es va inundar d'aigua dolça per la inundació recurrent dels rius.
A partir del segle xvi, a poc a poc, es van omplir amb aigua de mar donant lloc a l'aparició de les moderna conques plenes d'aigua salobre.

## Flora
L'alta salinitat del sòl i de l'aigua (2% - 6%) fa que la vida a la vida vegetal sigui difícil en les valls. En un ambient tan inhòspit només poden créixer plantes halòfites, capaces de tolerar la presència de la sal. La propagació es veu facilitada per l'absència d'espècies competidores i, per tant, la flora de les valls és molt diferent de la dels territoris circumdants. Algunes d'aquestes plantes que es poden trobar en aquestes valls són el salicorn (que a la tardor assumeix el color típic de vermell fosc), la salsola (que antigament s'utilitzava per a obtenir sosa) i la cabridella.
Altres plantes que creixen en aquests terrenys són la puccinellia, el limònium, l'olivarda, el tamariu i les canyes de Sant Joan.
En els fons fangosos i sorrencs creixen algues, com l'ulva rígida, la valonia, i el llapó de mar.
En un terreny més alt, algunes de les plantes més comunes en la zona són els roures, els pins i els faigs. En aquesta regió hi ha molts boscos de pins, sobretot els de Cervia i Ravenna, així com el Bosc de Mesola.

## Fauna

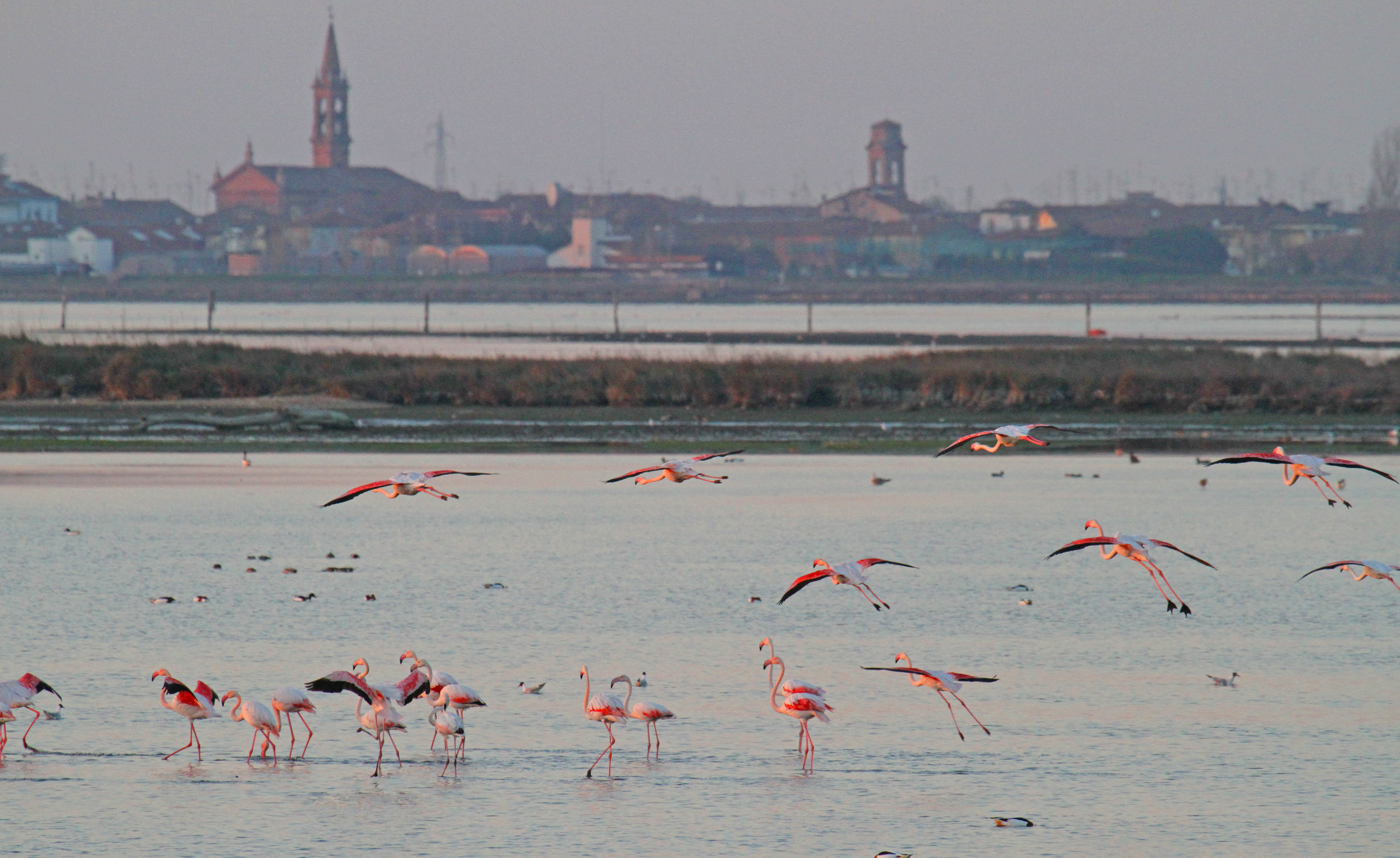
Comacchio i flamencs rosats

Les Valls de Comacchio són la llar d'una gran varietat d'ocells d'Itàlia. Hi ha més de 300 espècies d'ocells censats, com el flamenc, el camesllargues, el martinet blanc i altres ardèids, com ara l'esplugabous, el martinet de nit, o el gran bernat pescaire.
Entre els ocells rapinyaires que hi nien hi son el falcó i l'esparver cendrós, que es veuen afavorits per la presència a Boscoforte d'una colònia de conills silvestres.
Altres habitants d'aquest ecosistema són els peixos, com ara l'orada, l'anguila, el llobarro, la llisa, i la plana.
Les guineus són comunes.

## Punts d'interès
La pesca és una ocupació comuna: de fet, en l'actualitat encara hi ha molts assentaments de pesca a la zona. Les cases de pesca (cabanes fetes de pals, palla i canyes) són molt típiques en la zona. Aquestes estructures funcionen tant com llocs de pesca, centres turístics o per a la vigilància contra la pesca il·legal.
A més, hi ha nombroses salines on es produeix la sal.

## Curiositats
- Probablement, Dante Alighieri va contraure aquí la malària en el viatge de tornada de Ravenna.

- Un instrument típic dels pescadors era el lavoriero, un artefacte que consistia en vasos comunicants interconnectats per a la pesca de l'anguila.

- Precisament aquesta zona és l'escenari de la novel·la de Renata Viganò, L'Agnese va a morire (Agnès morirà).